# Lliga Caixa Popular
La Lliga Caixa Popular és una competició de promoció d'escala i corda, modalitat professional de la pilota valenciana, per a jugadors semi-professionals o en formació.
Està patrocinada per la caixa d'estalvis valenciana Caixa Popular.

## Historial
| Temporada | Campió                               | Subcampió                  | Resultat | Trinquet              |
| --------- | ------------------------------------ | -------------------------- | -------- | --------------------- |
| 2011      | Rodrigo i Carlos II                  | Carlos i Víctor II         | 60-50    | Trinquet del Genovés  |
| 2010      | Rodrigo, Ponce i José                | Nacho, Quico i Javi        | 60-45    | Trinquet d'Alcàsser   |
| 2009      | Sergio, Monrabal II i Cristian       | Santi II, Víctor II i José | 60-30    | Trinquet del Genovés  |
| 2008      | Pasqual II, Monrabal II i José Ramón | Escoto, Tomàs II i Josep   | 60-50    | Pelayo (València)     |
| 2007      | Pasqual II, Aucejo i Hèctor II       | Fran, Gerardo i Monrabal   | 60-25    | Pelayo (València)     |
| 2006      | Fran i Álvaro                        | Pasqual II, César i Jose   | 60-50    | Pla de l'Arc (Llíria) |
| 2005      | Fran i Raül II                       | ?, ? i ?                   |          | Pla de l'Arc (Llíria) |
| 2004      | Fran i Raül II                       | Boni i Santi               |          |                       |
| 2003      | Soro III i Javi                      | Fran, Raül II i Figuera    |          |                       |
| 2002      | Fonso i Jaume                        | Fonfria, Abraham i Alberto | 60-35    | (Manises)             |
| 2001      | Genovés II i Edu                     | Martí, Toni i Jesús        | 60-50    | (Llíria)              |
| 2000      | Genovés II i Salva                   | Raül i Lotxeta II          | 60-35    | Pelayo (València)     |
| 1999      | Martí i Pedrito                      | Miguel i Fèlix             | 60-55    | Pelayo (València)     |
| 1998      | Pedro i Ximet                        | Miguel i Melchor           | 60-50    | Pelayo (València)     |